# Adesão do Kosovo à União Europeia
A adesão do Kosovo à União Europeia está na atual agenda para o alargamento futuro da União Europeia. O Cossovo é reconhecido pela União Europeia como um potencial candidato à adesão. A declaração de independência do Cossovo da Sérvia foi promulgada em 17 de fevereiro de 2008 pelo voto dos membros da Assembleia do Cossovo. A independência não foi reconhecida pela Sérvia e por cinco dos 28 estados membros da União Europeia, e como resultado, a própria União Europeia se refere apenas ao "Cossovo*", com uma nota de rodapé com asterisco contendo o texto acordado pelas negociações de Belgrado-Pristina: "Esta designação não prejudica as posições relativas ao estatuto e está em consonância com a Resolução 1244 do CSNU e com o parecer do TIJ sobre a Declaração de Independência do Cossovo." Esta medida não impediu o Cossovo de prosseguir o programa do Mecanismo de Acompanhamento de Estabilização, com o objetivo de integrar gradualmente as suas políticas nacionais em matéria legal, econômica e social com a União Europeia, para que em algum momento no futuro possam se qualificar para a adesão à União Europeia.
Para garantir a estabilidade no território e o Estado neutro de aplicação da lei, a União Europeia está atuando no Cossovo sob a égide da Missão de Administração Interina das Nações Unidas no Cossovo (UNMIK), destacando recursos policiais e civis no âmbito da Missão da União Europeia para o Estado de Direito (EULEX).
O Acordo de Estabilização e Associação (AEA) entre a União Europeia e o Cossovo foi assinado em 26 de fevereiro de 2016 e entrou em vigor em 1 de abril de 2016.
Em 6 de fevereiro de 2018, a Comissão Europeia publicou o seu plano de expansão para abranger até seis países dos Bálcãs Ocidentais: Albânia, Bósnia e Herzegovina, Cossovo, Macedônia do Norte, Montenegro e Sérvia. O plano prevê que todos os seis candidatos pudessem alcançar a adesão como membros da União Europeia após 2025.